# Niedersächsisches Informations- und Kompetenzzentrum für den ländlichen Raum

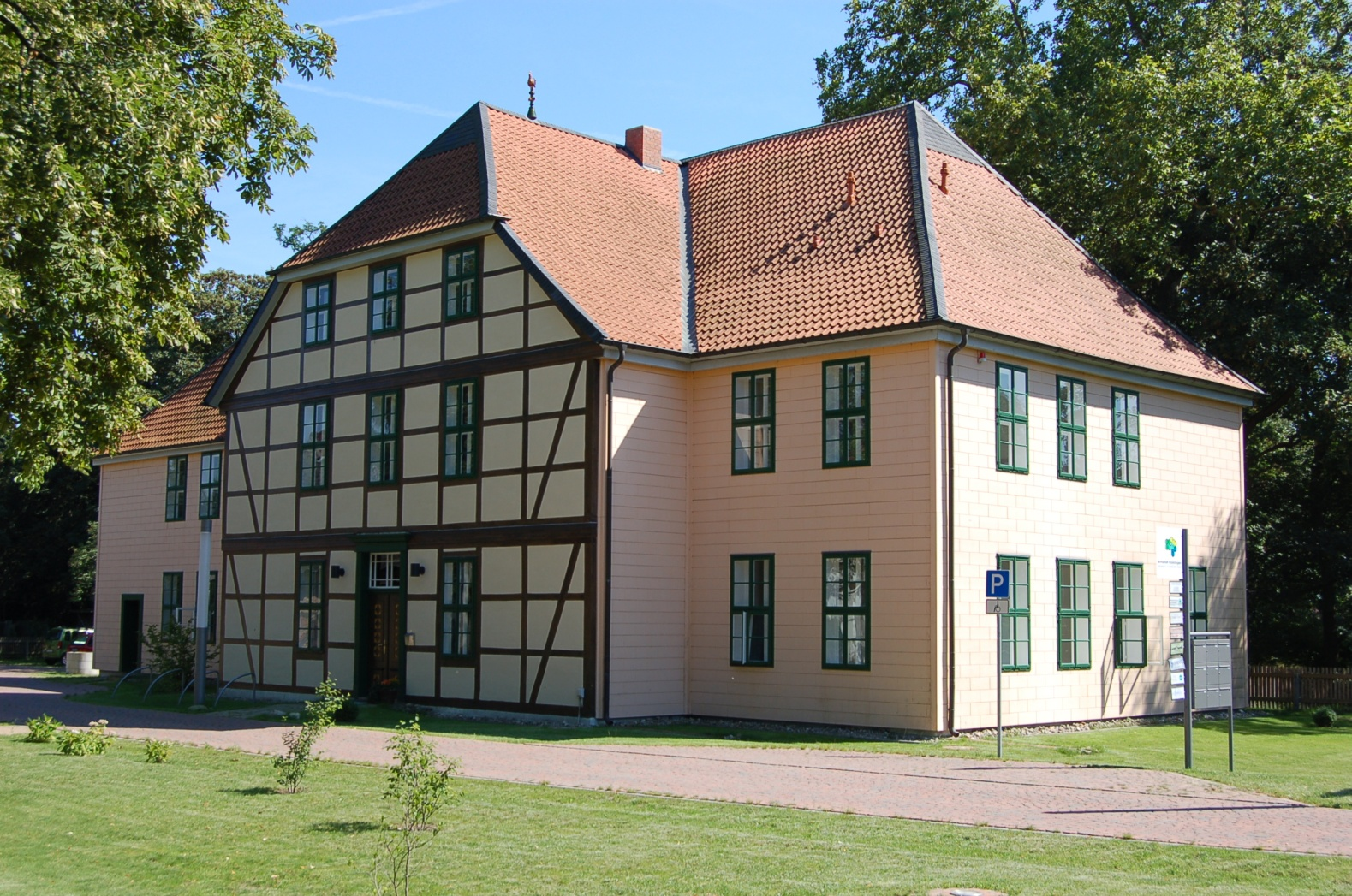
Amtshof Eicklingen

Das Niedersächsische Informations- und Kompetenzzentrum für den ländlichen Raum hatte zwischen 2005 und 2008 seinen Sitz im Amtshof Eicklingen im zur Samtgemeinde Flotwedel gehörigen Ort Eicklingen im Landkreis Celle.

## Beschreibung
Unter dem Motto „Kompetenz im ländlichen Raum“ trug der Amtshof als Informations- und Kompetenzzentrum das Wissen über die ländliche Entwicklung in Niedersachsen zusammen, arbeitete es auf und stellte es einer interessierten Öffentlichkeit zur Verfügung. Grundsätzliches Ziel war, den ländlichen Raum in Niedersachsen zu stärken. Die in ihm lebenden und wirtschaftenden Menschen sollten zu eigenständigen Akteuren mit Entscheidungs- und Handlungskompetenz qualifiziert werden. Sie sollten dazu befähigt werden, Strategien und Projekte zu entwickeln, die als Beiträge zur Gestaltung ihres Lebensumfeldes dienen.
Kern des Angebotes des Kompetenzzentrums waren Vorbereitungs- und Informationsseminare zur Dorferneuerung (VIP), die anderthalbtägig veranstaltet wurden und mit denen für jedes Dorf eine individuelle Zielvorstellung für die jeweils anstehende Dorferneuerung erarbeitet werden konnte. Die VIP führten Orts- und Regionalplaner, Pädagogen und Angehörige der Niedersächsischen Verwaltung für Landentwicklung durch.
Das Kompetenzzentrum, betrieben von der „Eicklinger Amtshof GmbH“, war durch die Zusammenarbeit mit dem Niedersächsischen Ministerium für Ernährung, Landwirtschaft und Verbraucherschutz ein Modell für Public-Private Partnership (PPP) im ländlichen Raum Niedersachsens. Die GmbH war eine alleinige Tochter der Samtgemeinde Flotwedel im Landkreis Celle. Auch die Umnutzung des drei Jahrzehnte leer stehenden Amtshofes in Eicklingen für ein PPP-Projekt diente der soziokulturellen Dorferneuerung im Flotwedel.
Ende 2008 lief das Modellvorhaben aus. Die Samtgemeinde Flotwedel verkaufte die „Eicklinger Amtshof GmbH“ an die „Amtshof Eicklingen Planungsgesellschaft mbH & Co KG“. Diese Gesellschaft verwaltet das historische Gebäude des Amtshofes und führt im Auftrag der Samtgemeinde Flotwedel die Vorbereitungs- und Informationsseminare zur Dorferneuerung (VIP) weiterhin durch. Bisher hatten sie 700 Teilnehmer.